# Tribu Otoe-Missouria

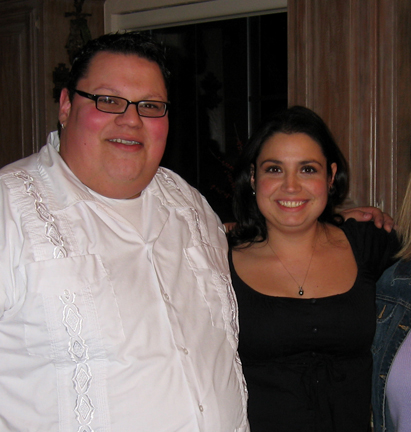
Gent Otoe-Missouria d'Oklahoma, 2007

La Tribu Otoe-Missouria és una única tribu reconeguda federalment que es troba a Oklahoma. La tribu es compon de les tribus otoe i missouria. Tradicionalment parlaven el chiwere, part de la família les llengües sioux occidentals.

## Govern
La Tribu d'indis Otoe-Missouria té la seu a Red Rock (Oklahoma), i la seva àrea de jurisdicció tribal està al Comtat de Noble (Oklahoma) i al comtat de Kay (Oklahoma). Hi ha 3.089 membres inscrits de la tribu inscrits i la majoria viuen en l'estat d'Oklahoma.
El Consell Tribal és l'òrgan rector electe de la Tribu Otoe-Missouria. Les funcions principals del Consell Tribal són fer complir les polítiques i lleis tribals i servir com a autoritat per prendre decisions sobre els pressupostos i les inversions. El Consell Tribal és també l'empresa matriu per a l'administració tribal. En general, l'Administració Tribal assegura que els serveis es proporcionen als membres de la tribu segons és decidit pel Consell Tribal
El Consell Tribal consisteix en set membres elegits en votació secreta pels votants qualificats de la Tribu. Els termes per a cada membre són escalonats i d'una durada de tres anys. No hi ha límits de mandat. Cada membre del consell tribal té la responsabilitat de certes tasques que s'enumeren en la Constitució de la Tribu Otoe-Missouria.
El Consell celebra reunions mensuals regulars en un lloc i data determinats pels membres. Actualment les reunions es duen a terme a l'edifici del Consell a la seu de la tribu. I estan oberts al públic, excepte una, quan el Consell està en sessió executiva.
El cap de la tribu és John R. Shotton, que actualment serveix per un període de tres anys. Shotton té la distinció de ser la persona més jove que ha servit alguna vegada en el consell tribal, fou escollit per primera vegada quan tenia 29 anys.

## Desenvolupament econòmic
La tribu opera la seva pròpia autoritat d'habitatge i lava pròpia matrícula de vehicles tribals. Posseeixen dues gasolineres, dues botigues de tabac, i 4 casinos. L'impacte econòmic anual estimat de la Tribu Otoe-Missouria és de 79.000.000 dòlars. Els casinos Otoe-Missouria són 7 Clans Paradise Casino a Red Rock; First Council Casino a Newkirk, i Lil' Bit of Paradise Casino—Chilocco, també a Newkirk; i Lil' Bit of Paradise Casino—Red Rock, a Red Rock.

## Llengua i cultura
Almenys tres membres tribals encara parla otoe o chiwere; tanmateix, la tribu té un programa de revitalització de la llengua. S'ofereixen classes de la llengua setmanalment a Edmond (Oklahoma).
Durant més d'un segle, des de 1881, té lloc un Campament anyal Otoe-Missouria cada tercer cap de setmana de juliol prop de Red Rock, Oklahoma.

## Història

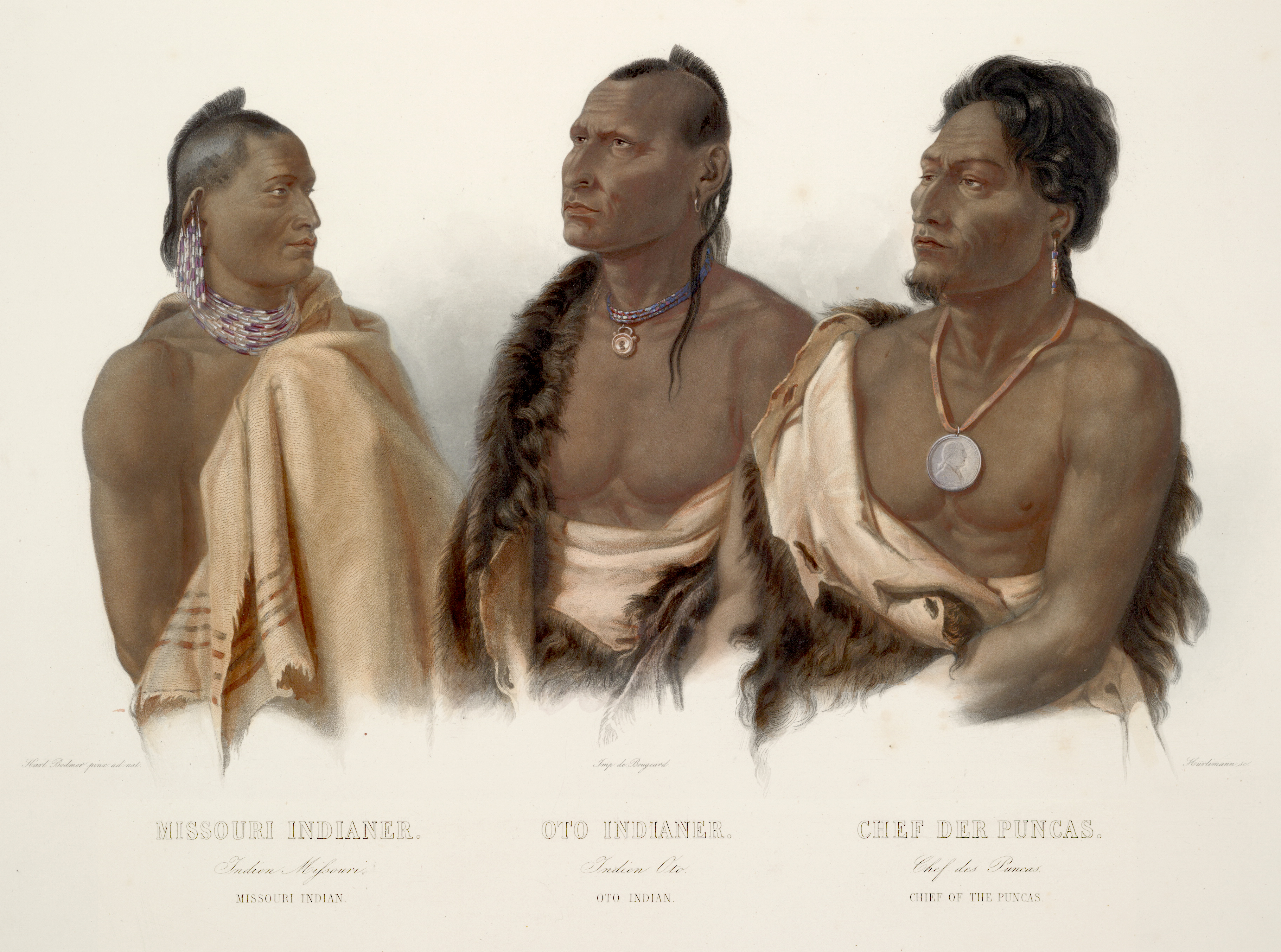
Indis missouria i otoe Indian, i cap dels ponca, per Karl Bodmer

Les tribus otoe, o oto, i missouria o missouri s'originaren a la regió dels Grans Llacs. Es creu que juntament amb les tribus winnebago i iowa van ser antigament una sola tribu. Al segle xvi els iowa, otoe i missouria es van separar d'aquesta tribu i es va traslladar al sud i a l'oest. A la fi del segle xvii, els missouria s'havien establert prop dels rius Missouri i Grand a Missouri.

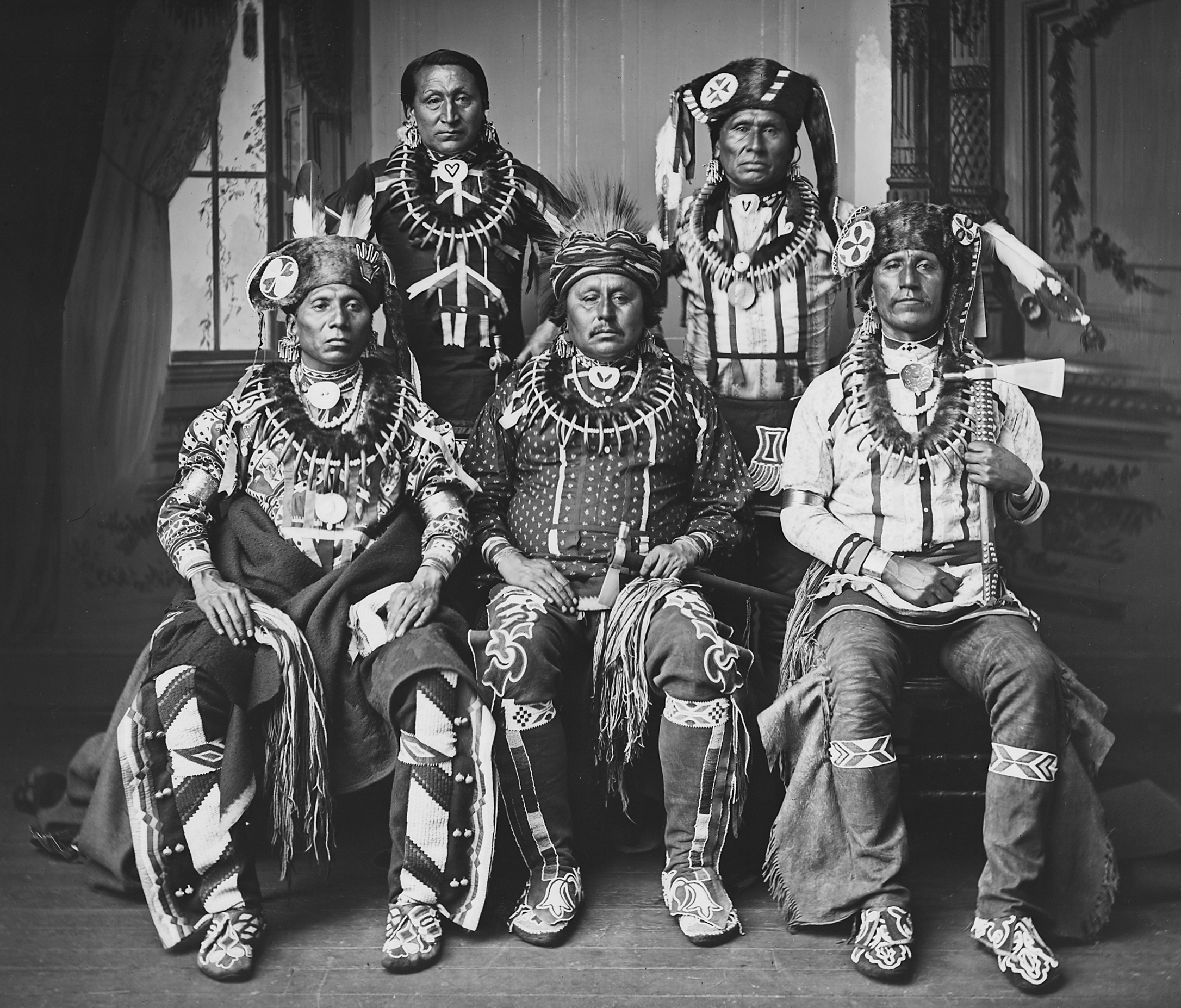
Delegació otoe, 1881. Fotògraf John K. Hillers

Mentrestant els otoes s'assentaren al llarg del que avui és la frontera entre Iowa i Minnesota. Van entrar en primer contacte amb els europeus a la fi del segle xvii. Jacques Marquette, l'explorador francès, els va incloure en un mapa 1673, col·locant els Otoe prop dels rius des Moines i alt riu Iowa. Pierre Le Moyne d'Iberville va escriure en 1700 que el Otoe i Iowa vivien amb els Omaha, entre els rius  Mississipi i Missouri. Després del contacte, van emigrar a Nebraska i es van establir prop del riu Platte en el que es va convertir en reserva Otoe.
El segle xviii va ser devastador per al poble missouria. La verola va delmar tribu, de la mateixa manera que la guerra constant amb els enemics sauk i fox. En 1796 alguns missouria supervivents s'uniren a les tribus Osage i kaw, mentre que 80 missouria es van unir als otoe.

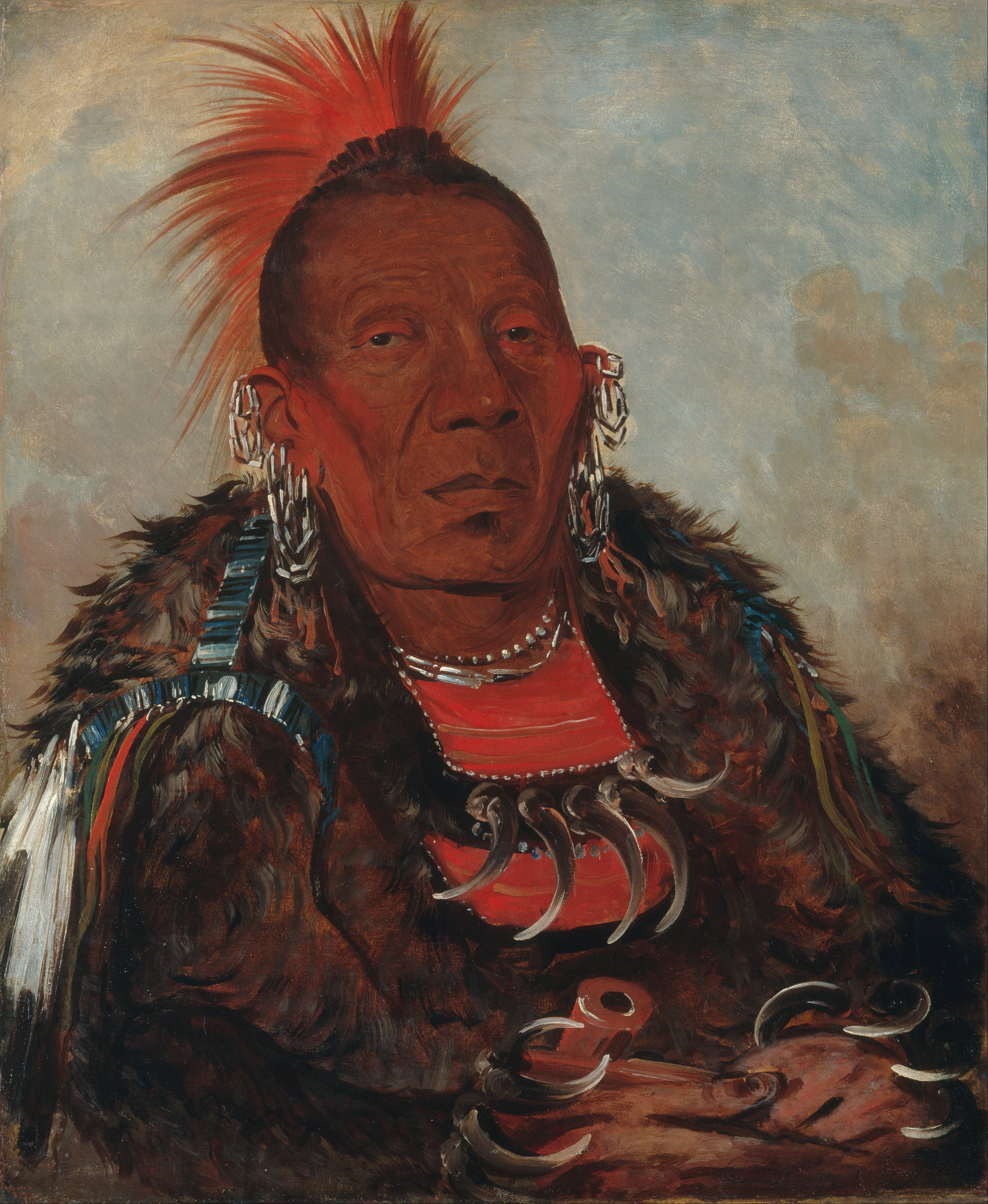
Pintura de Wah-ro-née-sah (l'envoltador), cap otoe, per George Catlin, 1832

Al segle xix els otoe i missouria establiren llogarets permanents que consistien principalment en cases de terra, però a vegades també tipis i cabanes d'escorça. La seva societat era patrilineal i constava de set a deu clans. Els membres de la tribu havien de casar-se fora del seu clan. Cada clan tenia un líder, i els caps dels clans plegats formar un consell tribal. El cap del Clan de l'Ós era el principal líder de les tribus. Caçaven búfald i cultivaven carbasses, fesols i blat de moro. En 1803 Lewis i Clark estimaren llur població en 500. George Catlin estimà llur població en 1.200 en 1833. En 1830 s'estimava que vivien plegats 1.500. Pel 1886 només sobrevivien 334 Otoe-Missouria.
El primer tractat de cessió de terres entre el Otoe-Missouria i els Estats Units es va fer en 1830. Aquests van ser seguits per més tractats en 1833, 1836, 1854 i 1854. El Tractat de 1854 establia una reserva a la frontera de Kansas i Nebraska, prop el riu Big Blue. La tribu es va dividir en les faccions dels assimilacionistes i tradicionalistes. El assimilacionistes Otoe-Missouria van ser influenciats pels missioners quàquers i es coneixien com la Banda Quàquer. Els tradicionalistes eren coneguts com la Banda Coiot.
En 1876 el Congrés va disposar la venda de 120.000 acres (490 km²) de la reserva Otoe-Missouria i va vendre la resta en 1881, quan el Congrés va obligar els Otoe-Missouria a marxar a Territori Indi. La Banda Coiot es va instal·lar a la reserva Sac i Fox, mentre que la Banda Quàquer banda va decidir per la seva pròpia petita reserva de 113 acres (0,46 km²) als comtats de Noble i Pawnee.
La Banda Coiot es va reunir amb la Banda Quàquer Band, però seva reserva fou immediatament dividida en parcel·les individuals, segons el dictat per la Llei de Dawes, en la dècada de 1890. Un total de 514 Otoe-Missouria reberen assignacions individuals. Molt més tard, en la dècada de 1960 el poble Otoe-Missouria van ser compensats per la pèrdua de les seves terres durant el segle xix per l'Indian Claims Commission.
La constitució de la tribu va ser ratificada el 1984 d'acord amb l'Oklahoma Indian Welfare Act.

## Notables Otoe-Missouria
- Annette Arkeketa, escriptora

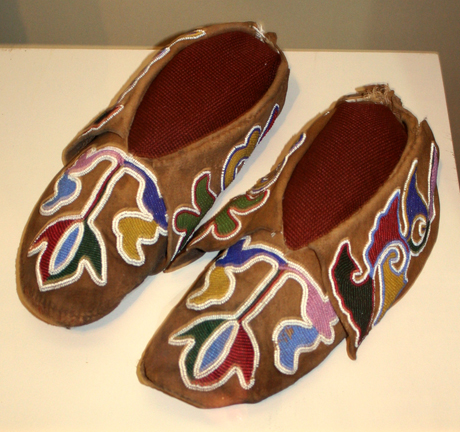
Mocasins otoe, ca. 1880, Oklahoma, Oklahoma History Center

- Anna Lee Walters (n. 1946), escriptora i publicista
- Truman Washington Dailey (1898–1996), tradicionalista i parlant de la llengua
- Johny Hendricks (n. 1983), lluitador